# ダッシュ斉藤 中6日!
『ダッシュ斉藤 中6日!』（ダッシュさいとう なかむいか!）は2016年10月1日から2017年4月1日まで放送された文化放送のラジオ番組。放送日時は毎週土曜日 17:55 - 19:00。
なお、当項目では2017年度ナイターオフシーズンに放送された『ダッシュまさいち 中6日!』『ダッシュ!アミーゴ1号2号』、2018・2019年度ナイターオフシーズンに放送された『スポーツダッシュ NEXT』、ならびに2019年度ナイターシーズンに放送された『サタデースポーツDASHスクランブル』、2016年10月から2020年3月に放送された『サンデースポーツDASHスクランブル』（旧『SUNDAY スポーツダッシュ!』）についても説明する。

## 概要
文化放送は2016年9月までスポーツ情報番組『斉藤一美のスポーツタイム ズミスポ』を週末の夕方に放送してきた。これをタイトルを変更した上で、放送時間を拡大した。
この番組では、「プロスポーツ」から「市民スポーツ」と幅広く取り上げ、その分野の「最新情報と気になる話題」を届けるとともに、ズミスポの人気コーナー「似てる人コーナー」や、前年度の『SET UP!!』で担っていた週末の中央競馬情報も引き継いだ。
2017年4月から斉藤が平日夕方ワイド番組『斉藤一美 ニュースワイドSAKIDORI!』のパーソナリティになったため、一度スポーツ関係番組から退いていたが、2022年4月よりスポーツアナウンサーとして復帰。ナイターオフの番組ではないが、『斉藤一美 ど〜かひとつ!』も開始となり、スポーツ関連番組へ復帰する。

## パーソナリティ
- 斉藤一美（文化放送アナウンサー）
- 小川真由美

## タイムテーブル
- 17:55 - スタート ダッシュ!
- 18:00 - オープニング
- 18:16 - サイトープラザ
- 18:35 - DASHレビュー
- 18:44 - あしたの競馬 ウマタンGO!
- 18:55 - 似てる人コーナー、エンディング

## 派生・続編等の関連番組

### ダッシュまさいち 中6日!
『ダッシュまさいち 中6日!』（ダッシュまさいち なかむいか）は2017年10月7日から2018年3月31日まで毎週土曜日17:55 - 19:00に放送されたスポーツ情報番組。
体としては2016年度シーズンの『ダッシュ斉藤 中6日!』の内容をほぼ引き継ぐ形となり、斉藤に代わる新しいMCとして高橋将市を起用した。アシスタントの小川真由美は続投である。しかし、2018年度ナイターオフ期は同時間帯に『Anison Days+』を放送することになったため、土曜日版ダッシュシリーズは2年で幕を下ろすことになった。また、2015年度ナイターオフ期まで土曜17時台に放送されていた文化放送のスポーツニュース番組も同期は編成されないこととなった（特に重大なニュースのみを、当時20時前に設定されていた『文化放送ニュース』でフォロー）。
2020年11月14日には、当番組の放送枠をほぼ踏襲したナイターオフ特番枠「文化放送サタデープレミアム」（18:00 - 18:57）にて復活企画『DASH!! まさいち中958日』（表記は原文ママ）が組まれた。アシスタントは、先に決まっていた私用のため宮崎県へ行っていた小川（オープニングで電話出演）の代わりに舘谷春香（後述）を起用。ゲストに鈴木淑子を迎えた。

#### タイムテーブル
- 17:55 - TODAY'S DASH Q（仮）
- 18:00 - オープニング
- 18:05 - SPORTS DASH!
- 18:10 - 天気予報・ニュース・交通情報
- 18:15 - DASH!まさいちSpecial!
- 18:35 - 中央競馬☆明日の重賞～本命DASH!
- 18:50 - 交通情報
- 18:52 - TODAY'S DASH Q（仮）
- 18:56 - エンディング

### サタデースポーツDASHスクランブル
『サタデースポーツDASHスクランブル』（サタデー スポーツダッシュスクランブル）は2019年4月6日から9月28日まで土曜日の17:45 - 18:00に放送されたスポーツ情報番組。
1994年度ナイターオフ期以来続いていた『文化放送ナイターオフ期土曜夕方スポーツ番組枠』は、『ダッシュまさいち 中6日!』を最後に24年の歴史に一旦幕を下ろしたが、2019年度は『文化放送ホームランナイター』を編成しないこともあり、その代替も兼ねて当番組が設けられることとなった。
2019年10月からは、7年目となるナイターオフ限定番組『西田あいのおしゃべり♥あいランド』が、同年度は当枠で放送されるため、当番組は半年で終了となった。

#### パーソナリティ
- 長麻未（当時文化放送アナウンサー）

### サンデースポーツDASHスクランブル
『サンデースポーツDASHスクランブル』（サンデー スポーツダッシュスクランブル）は2016年10月2日から2020年3月29日まで、通年で日曜日の17:50 - 18:00に放送されたスポーツ情報番組。
『斉藤一美のスポーツタイム ズミスポ』やナイターオフ期の『飯塚治のスポーツタイム サムスポ』から引き継ぐ形で、『SUNDAY スポーツダッシュ!』として日曜日のスポーツ情報番組として開始。前述したように斉藤がスポーツの担当を退いたことを受け、2017年のナイターシーズン開始後も、そのまま通年番組として放送されていた。当初担当していた寺島と片山が『ダッシュ!アミーゴ1号2号』に移るため、2017年秋からは砂山圭大郎が『スポスタ☆MIX ZONE』と兼務する形で担当。2018年春から砂山は土曜朝放送の『ラジオのあさこ』アシスタントに異動のため降板、後任に北陸放送から移籍の土井悠平が担当。
ナイターシーズン中はプロ野球のデーゲームの結果も伝えるが、『ズミスポ』同様、自社ならびにNRN各局（関西地区は原則としてABCラジオのもの）の実況音源も交えて送る場合がある（2017年度は一部の西武関与試合でFM NACK5の音源を用いることがあった）。

#### パーソナリティ
2016年10月2日 - 2017年10月1日
- 寺島啓太（当時文化放送アナウンサー）[1]
- 片山真人（当時文化放送アナウンサー）[1]
原則として上記2名のどちらかが交代で担当していた。担当者は基本的に19:50頃（『キニナル』内）の文化放送ニュースと兼務。

2017年10月8日 - 2018年4月1日
- 砂山圭大郎（文化放送アナウンサー）
当日の『スポスタ☆MIX ZONE』のパーソナリティーを兼務する一方、前任2名とは異なり『キニナル』内ニュースと兼務しない（石森則和記者が担当）。

2018年4月8日 - 2019年3月31日
- 土井悠平 （当時文化放送アナウンサー）
土井が出演できない場合には、『スポスタ☆MIX ZONE』のパーソナリティーを砂山から引き継いだ舘谷が代理を務めることがあった。スポーツ実況アナへ専念に伴い番組を降板。

2019年4月7日 - 2020年3月29日
- 舘谷春香 （当時文化放送アナウンサー）
当日の『スポスタ☆MIX ZONE』のパーソナリティーを兼務。

### ダッシュ!アミーゴ1号2号
『ダッシュ!アミーゴ1号2号』（ダッシュ・アミーゴいちごう・にごう）は2017年10月3日から2018年3月29日まで火曜日から金曜日の18:00 - 18:45に放送されたスポーツ情報番組。このシーズンは平昌オリンピックをはじめ、大学三大駅伝、プロ野球のポストシーズンやストーブリーグとも重なるので、そういったスポーツ界をめぐる様々な話題を、寺島・片山が『SUNDAY スポーツダッシュ!』から移る形で「アミーゴ1号・2号」として交互に出演して伝えた。
当該時間帯のスポーツ情報番組としては、『SET UP!!』以来2年ぶりとなる。例年10月から12月にかけてこの時間のワイド番組に内包していた『箱根駅伝への道』も本番組内に組み込んで放送された。ただし、『ライオンズエクスプレス』は本番組の内包番組とはせず、月曜同様に本番組直前の17:50から、10分間の独立番組として編成する。また今改編で『ライオンズエクスプレス』は2008年度ナイターオフ期以来9年振りに月 - 金曜帯ベルトで放送時間が統一されることとなった。
アシスタントは、小川真由美以外はいずれも文化放送の女性アナウンサー（担当当時）で、日替わりで担当していた。また、寺島・片山だけでなくアシスタントやゲストなどにも「アミーゴ○号」の肩書きが付いていた。

#### パーソナリティ
- 火・水曜：寺島啓太（アミーゴ1号）
- 木・金曜：片山真人（アミーゴ2号） ※本番組の終了とともに文化放送を退社、静岡朝日テレビへ移籍。

#### アシスタント
- 火曜：八木菜緒（アミーゴ3号） ※本番組の終了とともに文化放送を退社、日本BS放送へ移籍。
- 水曜：長麻未（アミーゴ4号）
- 木曜：舘谷春香（アミーゴ5号）
- 金曜：小川真由美（アミーゴ6号）

#### 「箱根駅伝への道」ナビゲーター
以下の3名が持ち回りで担当。
- 長谷川太
- 松島茂
- 槇嶋範彦

#### タイムテーブル
2017年12月まで
- 18:00 - オープニング
- 18:03 - スポーツNEWS
- 18:10 - ダッシュプラザ
- 18:20 - 箱根駅伝への道
- 18:30 - 天気予報・交通情報
- 18:33 - アミーゴプラザ
- 18:43 - エンディング

### スポーツダッシュ NEXT
『文化放送 スポーツダッシュ NEXT』（ぶんかほうそうスポーツダッシュネクスト）は2018年10月2日から2019年3月28日まで、および2019年10月1日から2020年3月27日まで、毎週火曜日から金曜日の18:00 - 18:45に放送されたスポーツ情報番組。2017年ナイターオフに放送された『ダッシュ!アミーゴ1号2号』の放送枠を受け継ぎ、新しいスポーツ情報番組として放送するもの。
最新のスポーツ情報に加え、毎日、ゲストを呼んで「スポーツの魅力や奥深さ」を伝える「オールジャンルスポーツ・エンターテインメント・レディオプログラム」と銘打っている。
前番組同様、『箱根駅伝への道』は本番組内に組み込んで放送する一方、『ライオンズエクスプレス』（2019年度限りで終了）は本番組直前に独立番組として編成していた。

#### パーソナリティ
- 火・水曜：寺島啓太（当時文化放送アナウンサー）
- 木曜：土井悠平（同上）
- 金曜：永田レイナ（2018年度）、鈴木純子（文化放送アナウンサー、2019年度）

#### 「箱根駅伝への道」ナビゲーター
2018年度は前番組同様、文化放送アナウンサー1名が単独で担当していた。2019年度は新たなメインナビゲーターとして柏原を迎え、アナウンサーとのコンビで送る形となった。
- 柏原竜二（東洋大学OB、2019年度）

※以下は文化放送アナウンサー（持ち回りで担当）
- 長谷川太
- 松島茂（2019年度まで[4]）
- 槇嶋範彦（2018年度まで）
- 土井悠平（2019年度）

#### タイムテーブル
2019年1月3日まで
- 18:00 - オープニング

「（2020年）東京オリンピックまであと○○○日」と毎回冒頭にアナウンス。
- 18:05 - ダッシュラウンジ

日替わりのゲストを迎えてスポーツの魅力や奥深さをトークする。
- 18:20 - 交通情報（警視庁）

年末年始は特別スポンサーつきの交通情報を伝えることがある。
- 18:25 - 箱根駅伝への道

箱根駅伝が終わる直前までの期間限定のコーナー。コーナースタートから全日本大学駅伝大会前は「出雲駅伝」の見所やハイライト、「全日本大学駅伝」の見所を。全日本大学駅伝終了後は箱根駅伝に向けての各大学の戦力分析や注目選手へのインタビューなどを伝える。
- 18:38 - メール・FAX紹介コーナー

生放送中に送られてきたテーマメールやFAXを時間まで紹介する。
- 18:42 - エンディング・当選者発表

スペシャルウィークの時は19:00から生放送の「SHIBA-HAMA×ラジオ」のメールテーマ発表や番組の聴き所をパーソナリティとのクロストークもあった。
※不定期に「イブニングインフォメーション」というコーナーが放送されていた。